# Charlotte Church
Charlotte Church (* 21. února 1986) je velšská zpěvačka. Narodila se v cardiffské městské části Llandaff. Její rodiče se rozvedli a ona si změnila své rodné příjmení Reed na Church, podle nevlastního otce. Kariéru zpěvačky zahájila ve svých jedenácti letech, kdy přes telefon zpívala píseň „Pie Jesu“ skladatele Andrew Lloyd Webbera do televizního pořadu This Morning. Později se věnovala převážně klasickému zpěvu, vedle velštiny a angličtiny zpívala také latinsky, francouzsky a italsky. Již roku 1998, ve svých dvanácti letech, vydala své první studiové album nazvané Voice of an Angel. V červnu roku 2016 vystupovala jako host při koncertu hudebníka Johna Calea v Cardiffu. Přispěla do písně „Gravel Drive“.

## Diskografie
- Voice of an Angel (1998)
- Charlotte Church (1999)
- Dream a Dream (2000)
- Enchantment (2001)
- Tissues and Issues (2005)
- Back to Scratch (2010)